# Langrisser IV
Langrisser IV (ラングリッサー　IV) est un jeu vidéo de rôle tactique, développé par NCS Masaya et publié par NCS Corporation sur Saturn le 1er août 1997 exclusivement au Japon. Le jeu a été ensuite adapté sur PlayStation en 1999. Il fait partie de la série Langrisser.